# Le Chambon-sur-Lignon
Le Chambon-sur-Lignon [lə ʃɑ̃bɔ̃ syʁ liɲɔ̃] ist eine französische Gemeinde mit 2451 Einwohnern (Stand 1. Januar 2022) im Département Haute-Loire in der Region Auvergne-Rhône-Alpes.
Das hugenottische Städtchen auf dem Hochplateau der Cevennen im Zentralmassiv am Flüsschen Lignon du Velay wurde bekannt durch die Hilfe seiner Einwohner für die von den Nationalsozialisten und dem Vichy-Regime bedrohten Juden.

## Geschichte
Ab dem Jahr 1530 verbreitete sich, vom Vivarais her, im Velay der Protestantismus. Mit dem Edikt von Nantes wurde den Protestanten des Velay die Einrichtung von zwei Kultstätten gestattet, davon eine in Le Chambon. Die Religionsfreiheit wurde durch das Edikt von Fontainebleau 1685 widerrufen. Bereits in den 1670er Jahren waren die Protestanten Dragonaden ausgesetzt; später wurden ihre Gottesdienste verboten und ihre Kirchen zerstört. Trotz der Unterdrückung hielt sich der protestantische Glaube, außerhalb des Orts wurden in der Wildnis von illegalen Pfarrern weiterhin Andachten zelebriert.
Im 19. Jahrhundert durfte der Glaube wieder gelebt werden. Im Herzen von Le Chambon wurde eine neue protestantische Kirche („Temple“) errichtet. Der 1893 gegründete Verein L’Œuvre des Enfants à la Montagne holte Kinder aus Industriestädten für einen Aufenthalt an gesunder Luft in den Ort. 1902 wurde mit der Bahnstrecke La Voulte-sur-Rhône–Dunières eine schmalspurige Eisenbahnverbindung in Richtung Saint-Etienne eröffnet; an dieser erhielt das Dorf den Bahnhof Le Chambon – Mazet, was ihm einen Zustrom an Touristen bescherte. Es entstanden Hotels und Kinderheime. Diese Infrastruktur ermöglichte es 1939, Bürgerkriegsflüchtlinge aus Spanien aufzunehmen. Am 1. November 1968 wurde der Bahnverkehr eingestellt, seit 1994 verkehrt auf der Strecke die Museumsbahn Velay-Express.

### Ort und Region der Zuflucht

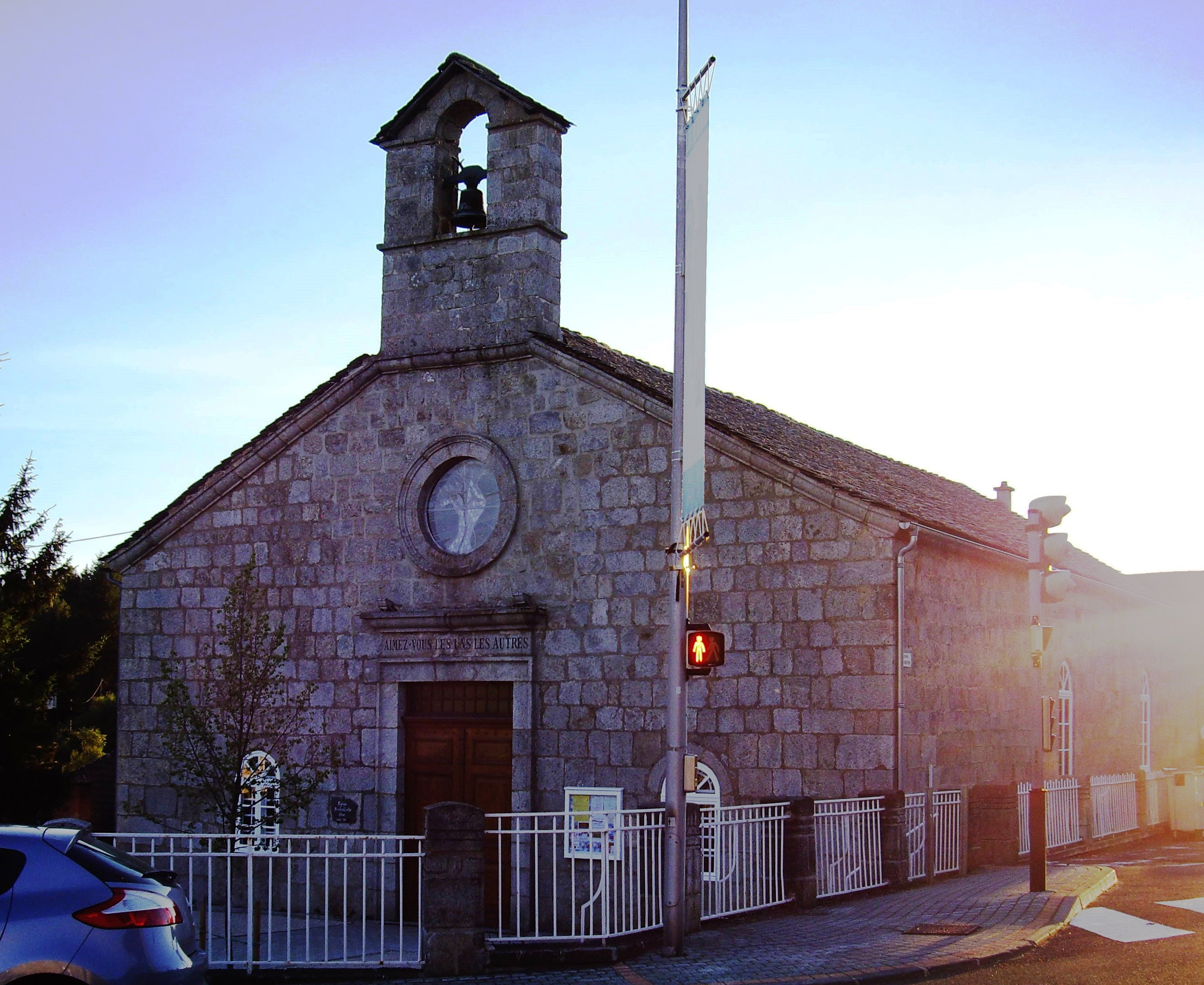
Protestantische Kirche („Temple“)

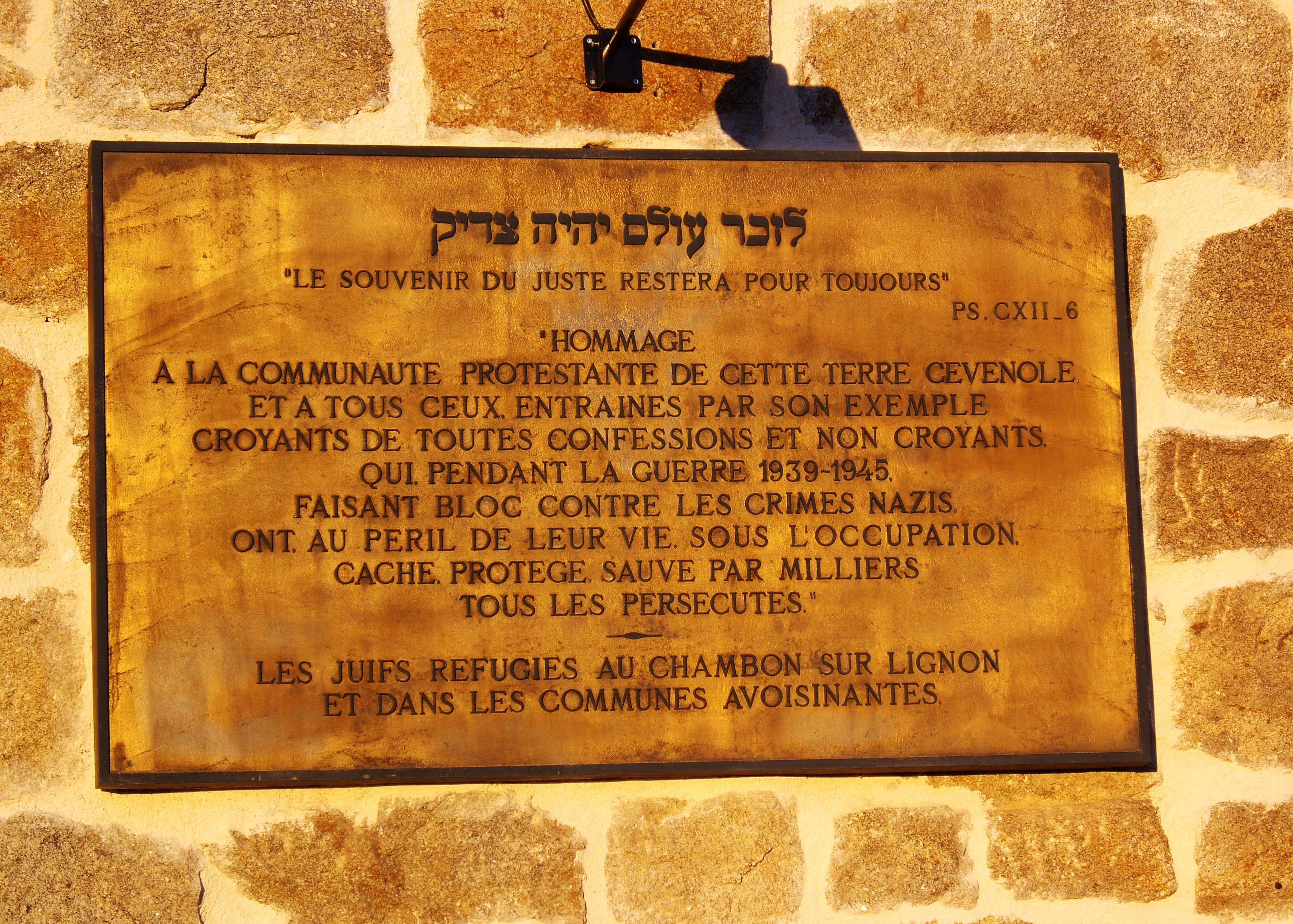
Von den geretteten Juden initiierte Gedenktafel am Schulhaus

Bahnhof Le Chambon – Mazet (um 1910)

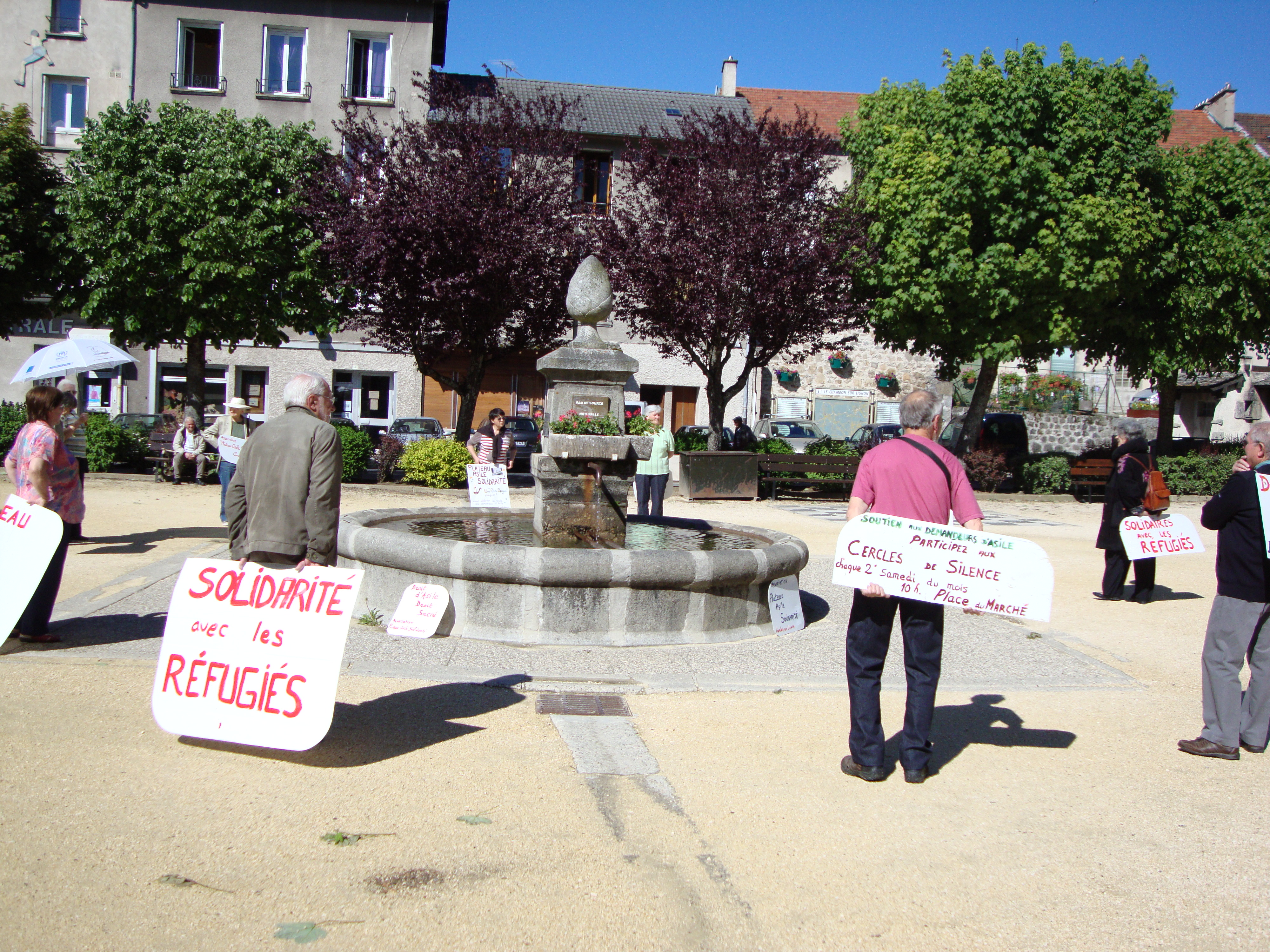
„Cercle de silence“ als Protest gegen das französische Einwanderungsgesetz auf der Place du Marché (2010)

Auf Initiative des Pastors André Trocmé mit seiner Frau Magdaund, des Pastors Edouard Theis und anderer Bürger nahmen von 1942 an die Einwohner Geflüchtete aus Internierungslagern  und Juden auf. Auch in Gottesdiensten wurden gemeinsam Fluchtmöglichkeiten aus den Lagern sowie die Unterbringung und Versorgung geplant. Die Geflüchteten wurden in den Häusern der Bewohner, in den Bauernhöfen der Umgebung und in öffentlichen Gebäuden untergebracht. Es gab ein Helfernetzwerk, eine Verschwörung des Schweigens und keine Denunziationen. Wenn Patrouillen der Deutschen anrückten, wurden die  Geflüchteten außerhalb des Ortes versteckt. Nach Abzug der Patrouillen sangen die Einwohner in den Wäldern ein bestimmtes Lied, um anzuzeigen, dass die unmittelbare Gefahr vorüber sei.
Unter anderem hatte das Comité inter mouvements auprès des évacués – Service œcuménique d’entraide (CIMADE) im Ort das Hotel „Coteau Fleuri“ als Maison d’accueil angemietet. Dort wurden im Juli 1942 fünfunddreißig bisherige Gefangene aus dem Camp de Gurs untergebracht. Sie mussten im August weiter fliehen.
Die Bewohner und Bauern dieser Gegend versorgten die Verfolgten, besorgten Lebensmittelkarten und gefälschte Ausweispapiere.
Sie unterstützten  auch beim Grenzübertritt in die Schweiz. Einige Einwohner wurden verhaftet, unter anderem Daniel Trocmé, der Cousin des Pfarrers, der im Konzentrationslager Majdanek umkam.
August Bohny gründete und leitete von 1941 bis 1944 im Auftrag der Arbeitsgemeinschaft für kriegsgeschädigte Kinder (SAK) (ab 1942: Kinderhilfe des Schweizerischen Roten Kreuzes) die Kinderhäuser Abric, Faidoli, Atelier Cévenol und Ferme Ecole, wo rund 200 Kinder jeweils etwa sechs Monate verbrachten. Friedel Bohny-Reiter leitete von 1943 bis 1944 das Haus Abric. Sie halfen Pfarrer André Trocmé und den einheimischen Flüchtlingshelfern, zahlreiche Kinder vor Razzien und Deportationen zu retten, zu verstecken oder in die Schweiz in Sicherheit zu bringen.
In der Region um Chambon-sur-Lignon wurden 3000 bis 5000 Personen durch das Engagement ihrer Bewohner vor dem sicheren Tod in den Konzentrationslagern bewahrt. Das Verstecken der Flüchtlinge geschah in der ganzen Region: in Fay-sur-Lignon, Chaumargeais, Mazet-Saint-Voy, Tence, Les Tavas, Freycenet-Saint-Jeures, Chapignac, und Saint-Agrève. In umliegenden protestantischen Gemeinden bis hin zur Ardèche sind heute noch 20  Unterbringungsmöglichkeiten bekannt. Beteiligt waren 23 Pastoren. Einzelne katholische Priester halfen ebenso wie die in der Gegend vertretenen „Darbysten“.
Die Region wurde 1990 anerkannt als Gerechte unter den Völkern. Die israelische Regierung ehrte die Region wegen des humanitären Einsatzes und des mutigen Widerstandes in der Gefahr. Im Mahnmal Yad Vashem ehrt eine Stelle im Garten der Gerechten die Region. 59 Personen der Region wurden als Individuen oder Paare (Ehepaare, Geschwister oder Eltern-Kind-Paare) ebenfalls als Gerechte unter den Völkern ausgezeichnet. Eine solche gemeinschaftliche Ehrung erfuhr sonst nur das Dorf Nieuwlande in der niederländischen Provinz Drenthe.
Der Österreicher Eric Schwam (geboren als Erich Arthur Schwam am 21. Oktober 1930 in Wien), wurde mit seiner vor der NS-Herrschaft flüchtenden jüdischen Familie aus Wien 1943 als 13-Jähriger in Le Chambon aufgenommen und ging bis 1950 dort zur Schule. Später zog er nach Lyon, studierte Pharmazie und heiratete eine Französin. Die Ehe blieb kinderlos und Schwam starb am 5. Dezember 2020 90-jährig, einige Monate nach seiner Frau. Er vermachte der Gemeinde ein Vermögen von 2 Mio. Euro, ein bisher einzigartig hohes Legat aus dem Kreis der Flüchtlinge, um es als Stipendien an Jugendliche und Kleinunternehmer, die sich hier angesiedelt haben, zu verwenden.

### Bevölkerungsentwicklung
| Jahr                       | 1962 | 1968 | 1975 | 1982 | 1990 | 1999 | 2008 | 2017 |
| Einwohner                  | 3096 | 2846 | 2811 | 2791 | 2854 | 2642 | 2662 | 2470 |
| Quellen: Cassini und INSEE |      |      |      |      |      |      |      |      |

## Sehenswürdigkeiten

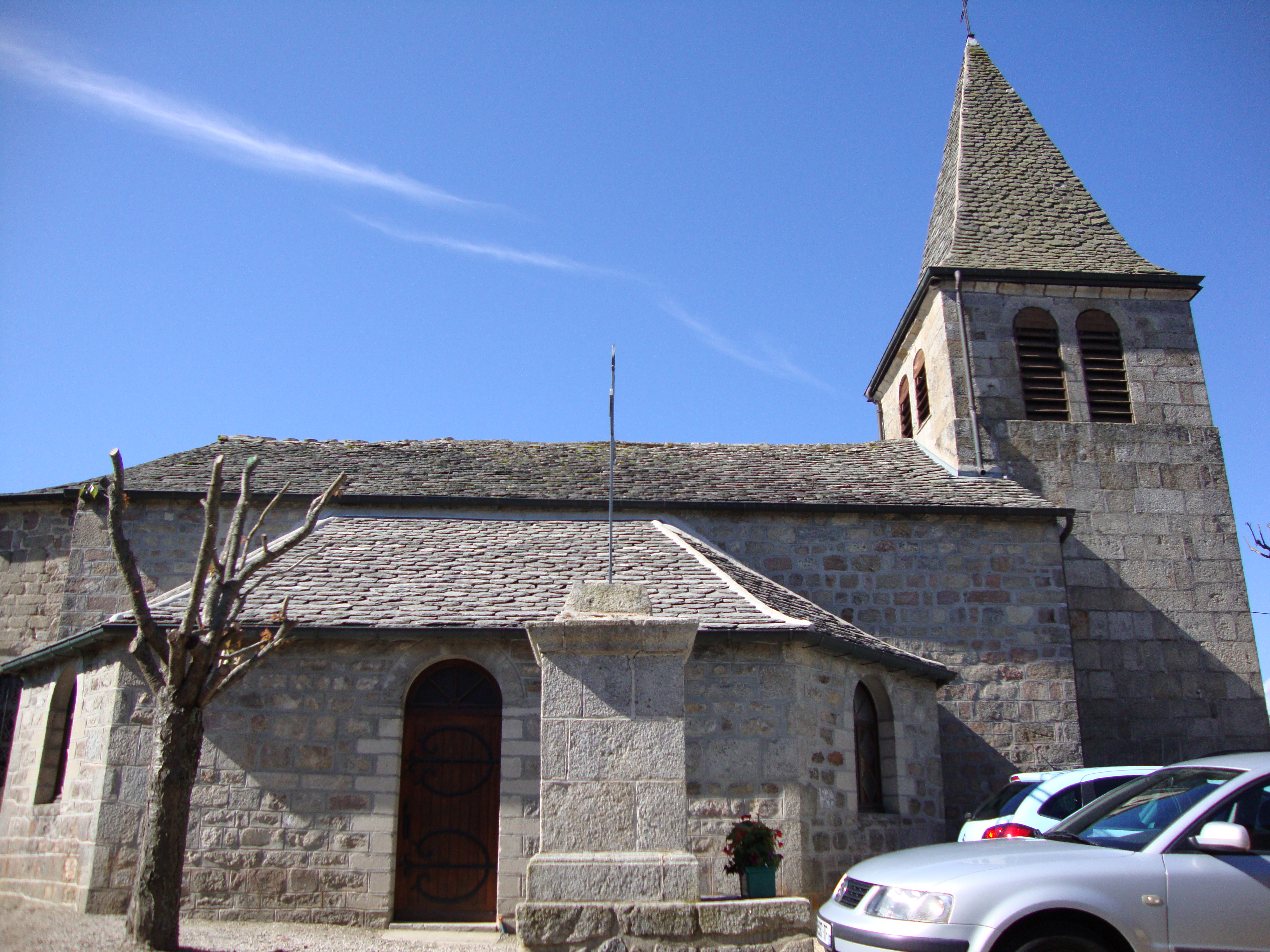
Katholische Kirche Notre-Dame

- Kirche Notre-Dame
- Protestantische Kirche („Temple“)

## Partnerschaft
Le Chambon pflegt eine Partnerschaft mit der Gemeinde Fislisbach im Schweizer Kanton Aargau.

## Persönlichkeiten
1942 kam Albert Camus nach Le Chambon, um eine Tuberkulose auszukurieren. Hier schrieb er Das Missverständnis und arbeitete an seinem Roman Die Pest. Camus’ Gedanken in seinem Tagebuch von 1942 ähneln denen Trocmés, der einem Vichy-Funktionär auf dessen einschüchternde Vorhaltung, wie gefährlich „die Juden“ seien, antwortete:

Nous ignorons ce qu'est un juif, nous ne connaissons que des hommes.

„Wir wissen nicht, was ein Jude ist, wir kennen nur Menschen.“

Misère et grandeur de ce monde : il n’offre point de vérités mais des amours. L’Absurdité règne et l’amour en sauve.

„Das Elend und die Größe der Welt zugleich: sie bietet keine Wahrheiten an, sondern nur Objekte der Liebe. Die Absurdität beherrscht alles; doch die Liebe rettet uns vor ihr.“

Der schweizerische Künstler Hans Beutler leitete in dieser Zeit ein Kinderheim. Eines der zahlreichen Kinder, die in Le Chambon durch die Hilfe der Bewohner den Holocaust überleben konnten, war der spätere Mathematiker Alexander Grothendieck.
Von 1945 bis 1948 lebte der Philosoph Paul Ricœur im Ort und unterrichtete dort am Collège Cévenol. Als am 27. Mai 2010 in Paris eine Paul-Ricœur-Stiftung gegründet wurde, hielt der Präsident der Republik, Nicolas Sarkozy, persönlich die Gründungsansprache und betonte dabei den geistigen Widerstand mit ausdrücklichem Bezug auf Ricœurs zeitweiligen Wirkungsort.
Der Schauspieler Timothée Chalamet verbrachte in seiner Kindheit viel Zeit bei seinen Großeltern, die in Le Chambon-sur-Lignon lebten.

## In der Belletristik
Romain Gary lässt in dem Résistance-Roman Gedächtnis mit Flügeln einen seiner Protagonisten, den alten normannischen Drachenbauer Ambroise Fleury, auf Le Chambon hinweisen:
Sieben Drachen standen am Himmel über La Motte. Sieben gelbe Drachen. Sieben Judensterne … Umringt von ein paar Kindern, stand mein Onkel Ambroise auf der Wiese vor der Hütte und schaute zum Himmel empor, wo die sieben „Sterne der Schande“ schwebten.
Zur Strafe für die gelben Sterne wird Ambroise von den Deutschen verhaftet, nach langwierigen Verhandlungen kommt er wieder frei. Nach seiner Rückkehr in die Drachenbau-Werkstatt
waren seine ersten Worte: „Wir machen uns wieder an die Arbeit.“ Der erste Drachen, den er zusammenfügte, stellte ein Dorf vor bergigem Hintergrund dar, das von einer Frankreichkarte umgeben war, sodass man die Lage des Dorfes ausmachen konnte. Sein Name war Le Chambon-sur-Lignon in den Cevennen … „Le Chambon. Merke dir diesen Namen!“
Der Onkel verlässt bald darauf das Dorf:
„Wo wollen Sie hingehen?“ – Er antwortete: „Nach Le Chambon. Es liegt, wie ich dir schon sagte, in den Cevennen.“ Warum? „Weil sie mich da brauchen.“
Als Erklärung erzählt Gary sodann die Geschichte der von den Dörflern geretteten Judenkinder, Hunderte an der Zahl:
Das Leben von Le Chambon war vier Jahre lang ganz dieser Aufgabe gewidmet. Und ich will diesen Namen, ein Symbol so großer Opferbereitschaft, noch einmal niederschreiben: Le Chambon-sur-Lignon.
Es ist die Zeit nach der Befreiung von den Deutschen, Herbst 1944. Zwei alte Männer sprechen über die Zukunft, die des Landes und ihre eigene. Darauf bezogen bekennt Gary im Schlusssatz ganz unvermittelt, was die Bedeutung unterstreicht:
Ich beende nun diese Geschichte, indem ich noch einmal den Namen des Pfarrers André Trocmé niederschreibe und den von Le Chambon-sur-Lignon, denn besser könnte man es nicht ausdrücken.
Caroline Piketty nimmt in Ich suche die Spuren meiner Mutter die Erinnerung an den Ort und die Person Onkel „Auguste“ mit den Worten auf: „Manche Bücher können einem neue Kraft geben.“
Philip Hallie erzählt die Rettung der Flüchtlinge in "Die Geschichte des Dorfes >Le Chambon< und wie dort Gutes geschah" (Untertitel) in "... Daß nicht unschuldig Blut vergossen werde.", Neukirchen-Vluyn 1990, ISBN 3-7887-0722-4; die amerikanische Originalausgabe erschien unter dem Titel: "LET INNOCENT BLOOD BE SHED", New York 1979.
Von Philippe Boegner ist ein weiterer Roman, der sich mit Le Chambons Judenrettung befasst, bisher nur auf Französisch erschienen: Ici, on a aimé les juifs.

## Filme
- Weapons of the Spirit. The Astonishing Story of a Unique Conspiracy of Goodness. USA/F 1989. DVD, 90 Min, englisch/französisch (mit englischen Untertiteln). Regie: Pierre Sauvage. (Erhältlich bei der Chambon Foundation, Los Angeles).
- Les cerfs-volants (nach Garys Roman), Belgien 2007, siehe Weblinks
- Helden, die keine sein wollten. Dokumentarfilm von Marc Villiger und Tom Sommer, Schweiz 2015.[19]